# Дуванаев, Бекмырза
Бекмырза Дуванаев (род. 12 февраля 1993) — киргизский футболист, полузащитник.

## Биография
Дебютировал в высшей лиге Кыргызстана в 2012 году в составе ошского «Алая», в том же сезоне стал бронзовым призёром чемпионата. Первый гол в высшей лиге забил 19 мая 2013 года в ворота «Манаса» (4:0). В 2013 году со своим клубом стал чемпионом и обладателем Кубка Кыргызстана, в финальном матче против «Дордоя» забил один из послематчевых пенальти. Играл в матчах Кубка АФК 2014 года.
В начале 2015 года был на просмотре в таджикском «Хайре». В 2015 году перешёл в «Абдыш-Ату», но получил травму и долгое время не играл. В 2017 году играл за клуб «Нефтчи» (Кочкор-Ата) и был его капитаном.
В составе молодёжной сборной Кыргызстана в 2014 году принимал участие в Кубке Содружества, сыграл один матч. В составе олимпийской сборной Кыргызстана в 2014 году принял участие в Азиатских играх, сыграл 3 матча, во всех из них выходил на замены.